# زندگی قشنگه وقتی بهش فکر میکنی
زندگی قشنگه وقتی بهش فکر می‌کنی (فرانسوی: C'est beau la vie quand on y pense‎) فیلمی فرانسوی محصول سال ۲۰۱۷ به کارگردانی ژرار ژونیو است.